# Daria Marciniak
Daria Małgorzata Marciniak (ur. 19 października 1994 w Grodzisku Wielkopolskim) – polska koszykarka grająca na pozycjach silnej skrzydłowej lub środkowej, obecnie zawodniczka ENEI AZS Politechniki Poznań.
12 czerwca 2018 została zawodniczką Ślęzy Wrocław.
9 lipca 2020 powróciła do swojego pierwszego klubu Enea AZS Poznań.

## Osiągnięcia
Stan na 15 listopada 2021, na podstawie, o ile nie zaznaczono inaczej.
- Mistrzyni Polski:
  - juniorek starszych (2013)
  - juniorek (2012)[5]
- Wicemistrzyni Polski juniorek starszych (2012)

Indywidualne
- MVP mistrzostw Polski juniorek (2012)[5]
- Zaliczona do I składu I ligi grupy B (2017)[6]
- Liderka w zbiórkach I ligi (2015)

Reprezentacja
- Uczestniczka:
  - uniwersjady (2017 – 13. miejsce)[7]
  - mistrzostw Europy:
    - U–20 (2014 – 6. miejsce)
    - U–18 (2012 – 14. miejsce)
    - U–16 (2010 – 14. miejsce)